# Frederico III de Veldenz
Frederico III de Veldenz (em alemão:  Friedrich III. von Veldenz; ? - 1444) foi o último Conde de Veldenz da linha de Geroldseck. Com a sua morte, em 1444, a sua dinastia extinguiu-se em linha masculina. 

## Biografia
Frederico era filho do conde Henrique II de Veldenz e de Loreta de Sponheim-Starkenburg, filha do conde João III de Sponheim-Starkenburg. O seu irmão, João de Veldenz († 1434) foi abade Beneditino na Abadia de Weißenburg, em Wissembourg, na Alsácia.
Frederico iniciou uma carreira espiritual e, em 1393 chegou a ser cónego em Tréveris. Após a morte do seu irmão mais velho, o conde Henrique III de Veldenz, abandonou a sua vida religiosa, casou com Margarida de Nassau, filha de João I de Nassau-Weilburg, e assumiu a herança paterna.
Em 1387 Veldenz tinha sido dividido num condado superior e num condado inferior entregues, respetivamente, aos dois irmãos Henrique II e Frederico II. Em 1396 Frederico III de Veldenz conseguiu reunir todo o condado quando o seu tio, Frederico II,  morreu sem herdeiros.
A única filha de Frederico foi Ana de Veldenz que, em 1410, se casou com o Duque Estêvão do Palatinado-Simmern-Zweibrücken e, em 1419, Frederico assumiu o seu genro Estêvão como co-governante do condado.
Em 1425, ficou finalmente acordado o futuro do Condado de Sponheim, cujo governo deveria ser partilhado entre o Conde de Veldenz e o Margrave de Baden. Assim, em 1437, quando João V de Sponheim-Starkenburg, o último conde de Sponheim, faleceu, Frederico III (filho duma herdeira de Sponheim) e o Margrave Jaime I de Bade, partilharam Sponheim.
Estêvão do Palatinado-Simmern-Zweibrücken, o genro de Frederico III, viria a herdar um território já com alguma dimensão que incluía o Palatinado-Simmern e Zweibrücken, o Condado de Veldenz e parte do de Sponheim. Em 1438 ficou acordado a futura divisão de todo este património entre os dois filhos de Estêvão. Frederico III de Veldenz concordou com essa divisão.